# 대양왕
대양왕(大陽王, 590년 이전~642년 7월)은 고구려 보장왕의 아버지이자, 고구려의 추존왕이다.

## 생애
고구려 평원왕의 아들이자, 영양왕, 영류왕과는 형제관계이며 영류왕과는 동복형제였을 것으로 추정한다.
그는 연개소문의 정변 3개월 전에 사망했으며, 보장왕이 고구려의 국왕으로 즉위하자 643년에 그를 왕으로 봉하였다.

## 대양왕이 등장하는 작품
- 《삼국기》(KBS, 1992년~1993년 배우:장광
- 《연개소문》(SBS, 2006년~2007년 배우:한정국